# Distichodus atroventralis
Distichodus atroventralis är en fiskart som beskrevs av Boulenger, 1898. Distichodus atroventralis ingår i släktet Distichodus och familjen Distichodontidae. IUCN kategoriserar arten globalt som livskraftig. Inga underarter finns listade i Catalogue of Life.